# Chrysobothris palaui
Chrysobothris palaui es una especie de escarabajo del género Chrysobothris, familia Buprestidae. Fue descrita científicamente por Cobos en 1954.